# 課長の恋
『課長の恋』（かちょうのこい）は、九州男児による日本のBL漫画作品。続編の『部長の恋』についてもここで取り扱う。

## 経緯
- 2003年10月10日にビブロスから単行本が発売された。
- 2010年3月26日にドラマCD化やOVA化（フラッシュアニメ）などのメディアミックスがなされている。

## あらすじ
幼少より同性に惹かれ、それを一切隠せていないのに自覚がないどころか同性愛嫌悪（過去のトラウマから）のある課長、大宝和彦が、同社の部下、原田龍に出会って初めてまっすぐに人を愛し、エゾリス型セクサロイドのチャッピーの助けを借りて脱処女する。

## 登場人物
大宝和彦（おおたから かずひこ）声 - 置鮎龍太郎
原田龍（はらだ りゅう）声 - 野島健児
伊藤不二夫（いとう ふじお）声 - 石川英郎
熊谷之雄（くまがい ゆきお）声 - 神谷浩史

## 書誌情報
- 『課長の恋』 （2003年10月10日発売） ISBN 4-8352-1506-0
  - 『課長の恋』新装版 （2008年2月1日発売） ISBN 978-4-86263-339-2
- 『課長の恋』2 （2005年4月9日発売） ISBN 4-8352-1733-0
  - 『課長の恋 〜二本差し〜』 （2008年3月1日） ISBN 978-4-86263-358-3
- 『課長の恋 〜三回戦〜』 （2006年11月10日） ISBN 978-4-86263-060-5
- 『部長の恋』 （2008年12月10日発売） ISBN 978-4-86263-515-0
- 『部長の恋〜二こすり半目』 （2010年7月9日発売） ISBN 978-4-86263-801-4

## OVA

### スタッフ
- 原作 - 九州男児
- 監督・演出 - ぴっぷや
- 脚本・構成 - 望月晋
- アニメーション制作 - パンダ工場
- 制作協力 - ジュリー・ロジャー、ダックスプロダタション

### DVD
- 『課長の恋』 （2010年3月26日発売） LPFD-2003

## ドラマCD
- 『課長の恋 ルボー・サウンドコレクション』 （2004年12月10日発売、マリン・エンタテインメント） MMCC-3061